# 魔鬼橋

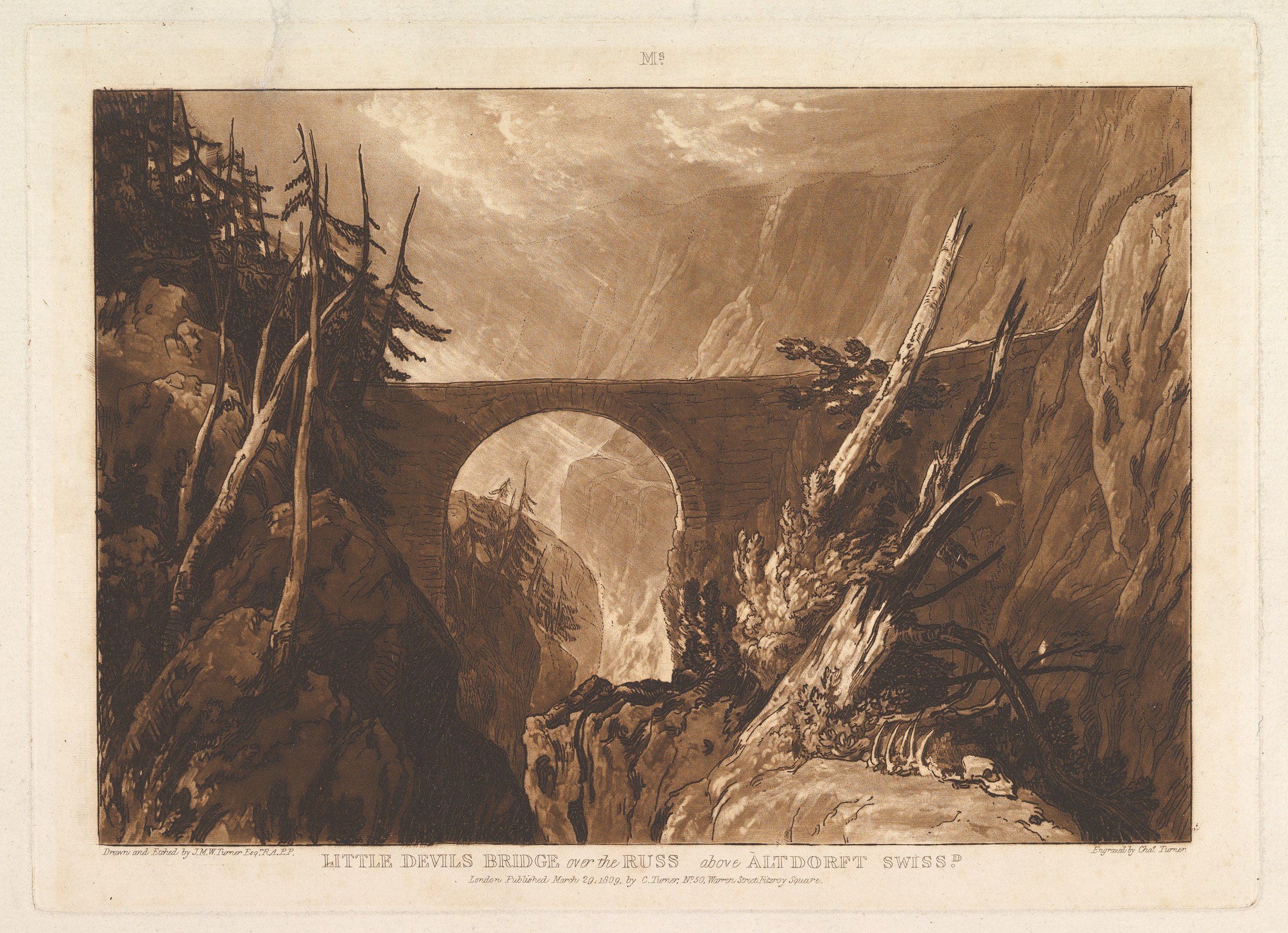
特纳《魔鬼橋》

魔鬼橋（Devil's Bridge）是歐洲羅馬帝國時代建築的一些石造拱桥的統稱，因為中世紀早期西羅馬帝國崩潰，蠻族入侵與歐洲人狂熱的天主教崇拜導致文明大幅度倒退，建造石拱橋的技術一度失傳，人們因而認為這類橋建造困難，必定需要魔鬼幫助。

## 外部連結
- Devil's Bridges
- 一段與魔鬼交易的傳說 瓦朗特黑橋 （页面存档备份，存于）